# Verfassung der Slowakischen Republik
Die Verfassung der Slowakischen Republik (slowakisch Ústava Slovenskej republiky, Nr. 460/1992 Zb.) ist die aktuell geltende Verfassung der Slowakei.

## Einführung
Die Verfassung wurde am 1. September 1992 vom Slowakischen Nationalrat durch eine Mehrheit von 114 der 150 Abgeordneten gebilligt und am 3. September 1992 im Rittersaal der Burg Bratislava vom slowakischen Regierungschef Vladimír Mečiar und dem Parlamentspräsidenten Ivan  Gašparovič unterzeichnet. Die Verfassung trat am 1. Oktober 1992 in Kraft, mit einigen Teilen erst am 1. Januar 1993 nach dem Zerfall der Tschechoslowakei.
Das Verfassungsgericht der Slowakischen Republik mit Sitz in Košice beaufsichtigt ihre Einhaltung. Der 1. September ist seit 1994 der Nationalfeiertag der Slowakei und trägt den Namen Deň Ústavy Slovenskej republiky (deutsch: Tag der Verfassung der Slowakischen Republik).

## Änderungen
Seit dem Inkrafttreten der Verfassung ist sie wiederholt geändert worden. Änderungen durch Verfassungsgesetze sind (chronologisch nach Gesetzblatt): 244/1998 Z. z., 9/1999 Z. z., 90/2001 Z. z., 140/2004 Z. z., 323/2004 Z. z., 463/2005 Z. z., 92/2006 Z. z., 210/2006 Z. z., 100/2010 Z. z., 356/2011 Z. z., 232/2012 Z. z., 161/2014 Z. z., 306/2014 Z. z., 427/2015 Z. z., 44/2017 Z. z., 71/2017 Z. z., 137/2017 Z. z., 40/2019 Z. z., 99/2019 Z. z., 420/2020 Z. z. 378/2022 Z. z., 24/2023 Z. z. und 241/2023 Z. z. Eine weitere Änderung durch verfassungsgerichtliche Entscheidung trägt die Nummer 40/2019 Z. z.
Eine weitere Verfassungsänderung ist 2025 beabsichtigt.

## Inhalt
Die Verfassung gliedert sich in Präambel und neun Hauptteile. Einige Hauptteile gliedern sich weiter in Abteilungen. Insgesamt gibt es 156 Artikel, die sich weiter in Absätze oder Buchstaben gliedern können.
- Präambel
- Erster Hauptteil
  - Erste Abteilung – Grundlegende Bestimmungen (Art. 1 bis 7)
  - Zweite Abteilung – Staatssymbole (Art. 8 und 9)
  - Dritte Abteilung – Hauptstadt der Slowakischen Republik (Art. 10)
- Zweiter Hauptteil – Grundrechte und Grundfreiheiten
  - Erste Abteilung – Allgemeine Bestimmungen (Art. 11 bis 13)
  - Zweite Abteilung – Grundlegende Menschenrechte und -freiheiten (Art. 14 bis 25)
  - Dritte Abteilung – Politische Rechte (Art. 26 bis 32)
  - Vierte Abteilung – Rechte der nationalen Minderheiten und ethnischen Gruppen (Art. 33 und 34)
  - Fünfte Abteilung – Wirtschaftliche, soziale und kulturelle Rechte (Art. 35 bis 43)
  - Sechste Abteilung – Recht auf Schutz der Umwelt und des kulturellen Erbes (Art. 44 und 45)
  - Siebte Abteilung – Recht auf gerichtlichen und sonstigen Rechtsschutz (Art 46. bis 50)
  - Achte Abteilung – Gemeinsame Bestimmungen zum ersten und zweiten Hauptteil (Art. 51 bis 53)
- Dritter Hauptteil
  - Erste Abteilung – Wirtschaft der Slowakischen Republik (Art. 55 bis 59)
  - Zweite Abteilung – Oberste Kontrollbehörde der Slowakischen Republik (Art. 60 bis 63)
- Vierter Hauptteil – Gebietsselbstverwaltung (Art. 64 bis 71)
- Fünfter Hauptteil – Gesetzgebende Gewalt
  - Erste Abteilung – Nationalrat der Slowakischen Republik (Art. 72 bis 92)
  - Zweite Abteilung – Volksabstimmung (Art. 93 bis 100)
- Sechster Hauptteil – Vollziehende Gewalt
  - Erste Abteilung – Präsident der Slowakischen Republik (Art. 101 bis 107)
  - Zweite Abteilung – Regierung der Slowakischen Republik (Art. 108 bis 123)
- Siebter Hauptteil – Richterliche Gewalt
  - Erste Abteilung – Verfassungsgericht der Slowakischen Republik (Art. 124 bis 140)
  - Zweite Abteilung – Gerichte der Slowakischen Republik (Art. 141 bis 148)
- Achter Hauptteil – Staatsanwaltschaft der Slowakischen Republik und der Menschenrechtsbeauftragte
  - Erste Abteilung – Staatsanwaltschaft der Slowakischen Republik (Art. 149 bis 151)
  - Zweite Abteilung – Der Menschenrechtsbeauftragte (Art. 151a)
- Neunter Hauptteil – Übergangs- und Schlussbestimmungen (Art. 152 bis 156)